# Натуральные обязательства
Натуральные обязательства — это вид обязательств, отличительная особенность которых заключается в том, что их исполнения нельзя требовать в исковом порядке. Слово «натуральные» в данном случае толкуется как «естественные», подразумевая то, что исполнение обязательств — естественно, даже если их неисполнение не может иметь юридических последствий.

## В римском праве
В римском праве до периода принципата все обязательства имели исковую защиту (то есть в случае их невыполнения кредитор мог подать иск на неисполнившего обязательства). Обязательства, при которых обещанное кредитору должно быть выплачено, но не может быть взыскано в пользу кредитора принудительно, появляются при императоре Нероне, о чём упоминает Сенека.
Натуральные обязательства могли брать на себя лица чужого права (то есть те, кто находились под властью pater familias и не могли свободно распоряжаться имуществом). Пример ситуации, при которой возникают натуральные обязательства: несовершеннолетний римский гражданин заключает сделку без согласия своего опекуна. Он не может самостоятельно распоряжаться своим имуществом (не согласовывая свои действия с опекуном), а значит возникшие между ним и второй договаривающейся стороной обязательства будут натуральными.
В том случае, если натуральное обязательство было выполнено (то есть если условия сделки исполнены), то истребовать уплаченное обратно, ссылаясь на натуральность обязательств, нельзя. При этом произведенные платежи признавались действительными.

## В современном праве
В настоящее время натуральные обязательства прямо упоминаются в законодательствах некоторых государств. Так, в Гражданском кодексе Франции натуральные обязательства упоминаются в статье 1235, которая гласит: «Всякий платёж предполагает долг: то, что было уплачено без наличного долга, подлежит обратному истребованию. Обратное истребование не допускается в отношении натуральных обязательств, которые были исполнены добровольно». 
В других государствах натуральные обязательства прямо в законодательстве не упоминаются, но их существование признаётся правоведами. Например, к натуральным обязательствам по российскому праву относят обязательства, возникающие в связи с проведением игр и пари, а также обязательственные требования, по которым кредитором пропущена исковая давность.